# Louise Peltzer
Louise Peltzer é uma política polinésia francesa, ex-ministra de governo e linguista.

## Biografia
Foi Ministra da Cultura, Ensino Superior e Pesquisa da Polinésia Francesa por seis anos. Em 2005, Peltzer foi eleita presidente da Universidade da Polinésia Francesa, e foi reeleita para um segundo mandato em 2009.
Em 2011, Peltzer foi acusada de plágio; especificamente, ela foi acusada de ter publicado material em 2000 que foi retirado de um livro escrito por Umberto Eco. Ela renunciou ao cargo na universidade em junho do mesmo ano.

### Publicações
- Peltzer, L., & Conseil international de la langue française. (1985). Légendes tahitiennes. Paris: Conseil international de la langue française.[5]